# Catagramma albifasciata
Catagramma albifasciata är en fjärilsart som beskrevs av Johannes Karl Max Röber. Catagramma albifasciata ingår i släktet Catagramma och familjen praktfjärilar. Inga underarter finns listade i Catalogue of Life.